# Lampre (1999–2004)

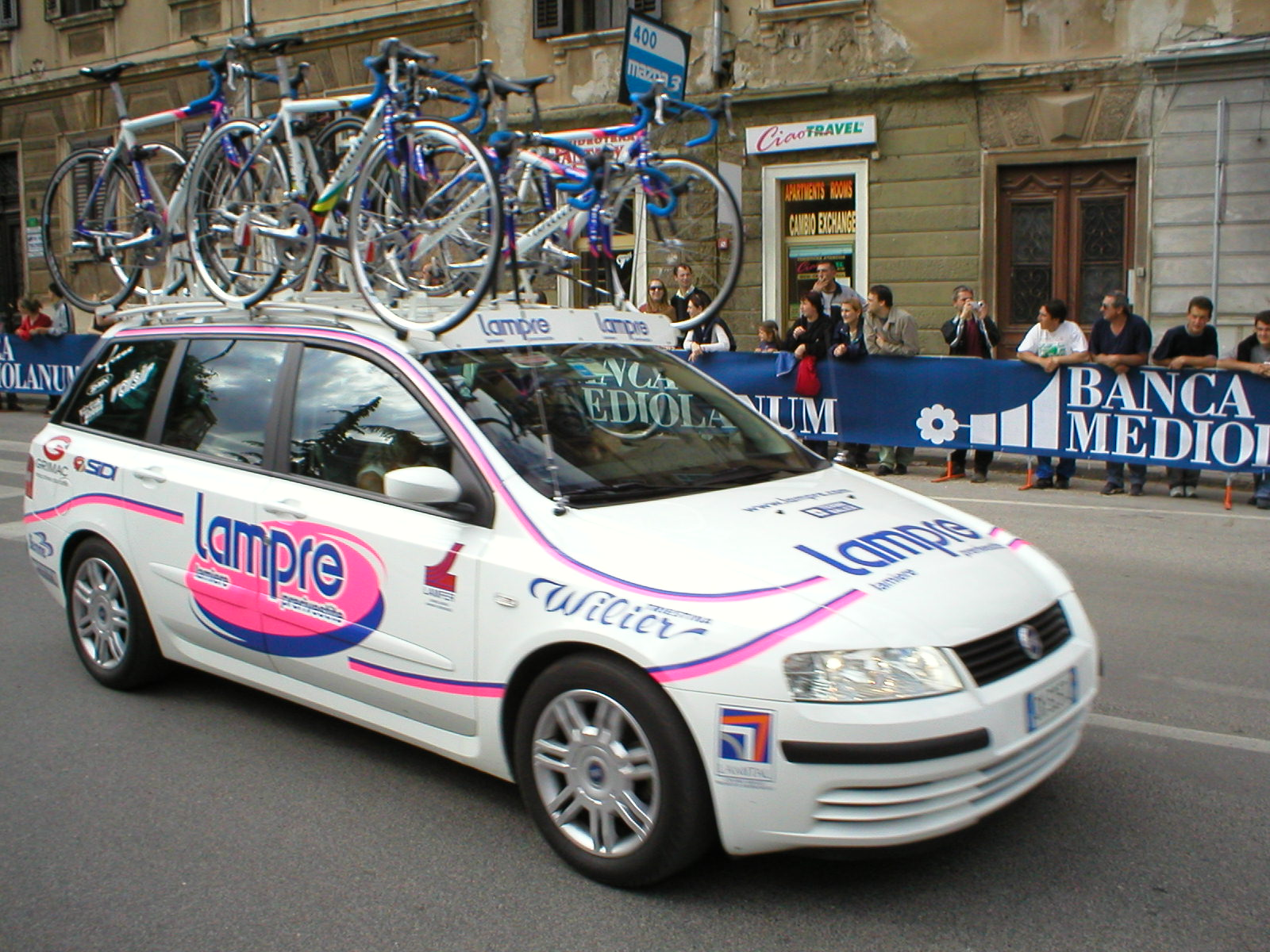
Teamfahrzeug beim Giro d’Italia 2004 in Pula, Kroatien

Lampre und Lampre-Daikin war ein italienisches Radsportteam, das von 1999 bis 2004 existierte. Es fusionierte 2005 mit Saeco zu Lampre-Caffita.

## Geschichte
Das Team wurde 1999 von Giuseppe Saronni, Pietro Algeri und Maurizio Piovani neu gegründet. Die drei Manager waren schon beim Team Panaria-Vinavil gemeinsam aktiv. 1998 konnten neben den Siegen mit dem zweiten Platz bei Gent–Wevelgem, Platz 3 bei Mailand–Sanremo und dem Amstel Gold Race, vierte Plätze bei der Lombardei-Rundfahrt und La Flèche Wallonne und Platz 5 bei der Tour de Suisse gute Ergebnisse erzielt werden. Im Folgejahr wurden Platz 3 beim Giro d’Italia, Platz 5 bei Mailand-Sanremo, Platz 7 bei der Meisterschaft von Zürich sowie Platz 8 bei Paris-Roubaix und der Lombardei-Rundfahrt erreicht. 2001 wurde mit Platz 2 bei der Tour de Suisse der Sieg knapp verpasst. Und bei den Klassikern wurden Top-Ten-Platzierungen erreicht. 2002 wurde sensationell Platz 3 bei der Tour de France und beim Giro d’Italia Platz 4 erreicht. Bei der Clásica San Sebastián wurde auf Platz 3 und bei der Tour de Suisse auf Platz 6 abgeschlossen. 2003 konnten Platz 4 bei der Clásica San Sebastián und Platz 6 beim Amstel Gold Race und beim Giro d’Italia erreicht werden. 2004 stand Platz 7 beim Giro d’Italia, Platz 11 bei der Tour de Suisse und Platz 23 bei der Vuelta a España zu Buche. Nach der Saison 2004 wurde das Team fusioniert mit dem Team Saeco zu Lampre-Caffita.
Hauptsponsor war der italienische Stahlverarbeiter Lampre Co-Sponsor von 1999 bis 2002 war der Klimaanlagenhersteller Daikin.

## Doping
1999 wurde Ludo Dierckxsens nach seinem Tour-Etappensieg getestet und gab an eine Ausnahmegenehmigung für Synacthen zu haben. Allerdings fiel sein Test negativ aus. Er wurde vorsorglich von seinem Team nach Hause geschickt. Im Mai 2001 wurde Sergio Barbero bei der Tour de Romandie positiv auf EPO getestet und im Juni beim Giro d’Italia standen einige Fahrer und Betreuer des Teams im Fokus von Untersuchungen. 2002 wurden im Auto der Ehefrau von Raimondas Rumšas einen Tag nach der Tour de France 2002 zahlreiche leistungssteigernde Mittel sichergestellt. Da kein positiver Test während der gesamten Tour de France gemacht wurde, blieb es ohne sportliche Konsequenzen für Rumšas. Seine Frau und der Arzt Ficek wurden hingegen später zu Strafen verurteilt. 2003 wird Raimondas Rumsšs nach der 6. Etappe des Giro d’Italia positiv, vermutlich auf EPO, getestet.

## Erfolge
1999
- eine Etappe Tour de France
- eine Etappe Vuelta a España
- zwei Etappen Tour de Suisse
- Clásica de Almería
- eine Etappe Giro del Trentino
- eine Etappe Deutschland Tour
- eine Etappe Tirreno–Adriatico
- eine Etappe Murcia-Rundfahrt
- eine Etappe Étoile de Bessèges
- Belgischer Meister – Straßenrennen

2000
- HEW-Cyclassics
- Gesamtwertung eine Etappe Tour de Suisse
- drei Etappen Giro d’Italia
- drei Etappen Vuelta a España
- Japan Cup
- Gran Premio Bruno Beghelli
- Giro dell’Emilia
- Gran Premio Industria e Commercio di Prato
- zwei Etappen Giro del Trentino
- zwei Etappen Niederlande-Rundfahrt
- eine Etappe Katalonien-Rundfahrt
- eine Etappe Baskenland-Rundfahrt
- eine Etappe Polen-Rundfahrt
- eine Etappe Euskal Bizikleta
- eine Etappe Tirreno–Adriatico
- Lettischer Meister – Einzelzeitfahren

2001
- Gesamtwertung und eine Etappe Giro d’Italia
- eine Etappe Tour de France
- drei Etappen Vuelta a España
- eine Etappe Tour de Suisse
- Lüttich–Bastogne–Lüttich
- Japan Cup
- eine Etappe Tour de Romandie
- eine Etappe 4 Jours de Dunkerque
- eine Etappe Grand Prix Midi Libre
- eine Etappe Luxemburg-Rundfahrt
- Lettischer Meister – Einzelzeitfahren

2002
- eine Etappe Tour de France
- eine Etappe Giro d’Italia
- eine Etappe Tour de Suisse
- Japan Cup
- eine Etappe Belgien-Rundfahrt
- eine Etappe Giro del Trentino
- eine Etappe Driedaagse van De Panne
- eine Etappe Murcia-Rundfahrt
- eine Etappe Katar-Rundfahrt
- Grand Prix Chiasso
- Lettischer Meister – Straßenrennen
- Lettischer Meister – Einzelzeitfahren

2003
- Japan Cup
- Trofeo Melinda
- Coppa Bernocchi
- Coppa Agostoni
- Gran Premio Città di Camaiore
- Gesamtwertung und eine Etappe Katar-Rundfahrt
- zwei Etappen Tour de Suisse
- drei Etappen Tour de Langkawi
- zwei Etappen Rhodos-Rundfahrt
- eine Etappe Tirreno–Adriatico
- eine Etappe Murcia-Rundfahrt
- eine Etappe Tour de Romandie
- eine Etappe Algarve-Rundfahrt
- eine Etappe Baskenland-Rundfahrt

2004
- Giro di Romagna
- eine Etappe Belgien-Rundfahrt
- eine Etappe Murcia-Rundfahrt
- eine Etappe Giro del Trentino
- eine Etappe Tour de Romandie
- eine Etappe Brixia Tour
- zwei Etappen Tour de Langkawi

### Grand-Tour-Platzierungen
| Grand Tour            | 1999 | 2000 | 2001 | 2002 | 2003 | 2004 |
| --------------------- | ---- | ---- | ---- | ---- | ---- | ---- |
| Giro d’ItaliaGiro     | 11   | 3    | 1    | 4    | 6    | 7    |
| Tour de FranceTour    | 50   | –    | 52   | 3    | –    | –    |
| Vuelta a EspañaVuelta | 22   | 22   | 36   | 31   | 52   | 23   |

### Monumente-des-Radsports-Platzierungen
| Monument                 | 1999 | 2000 | 2001 | 2002 | 2003 | 2004 |
| ------------------------ | ---- | ---- | ---- | ---- | ---- | ---- |
| Mailand–Sanremo          | 3    | 4    | 25   | 8    | 8    | 7    |
| Flandern-Rundfahrt       | 5    | 9    | 7    | 8    | 17   | 31   |
| Paris–Roubaix            | 11   | 8    | 6    | 15   | 20   | 11   |
| Lüttich–Bastogne–Lüttich | 8    | 13   | 1    | 5    | 5    | 20   |
| Lombardei-Rundfahrt      | 4    | 8    | 7    | 4    | 38   | 24   |

## Bekannte Fahrer
- Oscar Camenzind (1999–2001)
- Ludo Dierckxsens (1999–2002)
- Raivis Belohvoščiks (1999–2002)
- Robert Hunter (1999–2001)
- Zbigniew Spruch (1999–2003)
- Ján Svorada (1999–2004)
- Gilberto Simoni (2000–2001)
- Rubens Bertogliati (2000–2003)
- Juan Manuel Gárate (2000–2004)
- Frank Vandenbroucke (2001)
- Romāns Vainšteins (2002–2003)
- Wladimir Belli (2003–2004)
- Francesco Casagrande (2003–2004)
- Igor Astarloa (2004)
- Alessandro Ballan (2004)